# Jacek Ostrowski (pisarz)
Jacek Ostrowski – polski pisarz współczesny, autor m.in. powieści kryminalnych.

## Życiorys
Powieść Jacka Ostrowskiego Ostatnia wizyta była nominowana w plebiscycie Książka Roku Lubimyczytać.pl (2017 i Złoty Pocisk 2018). Powieść Paragraf 148 była nominowana do nagrody Kryminalna Piła roku 2018. Podczas piątej edycji Poznańskiego Festiwalu Kryminału GRANDA 2019 otrzymał nagrodę Czarnego Kapelusza w plebiscycie czytelników.
Ojciec Magdaleny Król, doktora nauk weterynaryjnych.

## Publikacje książkowe[3]
- 2006: IPN
- 2012: UT
- 2012: Posiadłość w Portovénere
- 2014: Tajemnice Tumskiej Góry
- 2015: Transplantacja
- 2017: Ostatnia wizyta
- 2020: Zaginiona kronika
- 2021: Katharsis
- 2024: Śmierć na bogato
- 2025: Śmiertelna zagrywka (cd. Śmierci na Bogato, z mec. Zuzanną Lewandowską i Zgagą w drugim planie)

Seria z papugą. Mecenas Zuzanna Lewandowska
- 2018: Paragraf 148 (tom 1)
- 2019: Czarny wdowiec (tom 2)
- 2019: Sarkofag (tom 3)
- 2020: Świrus (tom 4)
- 2021: Wojna (tom 5)
- 2021: Porwanie (tom 6)
- 2022: Bibliotekarka (tom 7)
- 2022: Raczycho (tom 8)
- 2023: Bohomaz (tom 9)
- 2023: Kuba (tom 10)
- 2024: Zemsta (tom 11)
- 2024: Krwawy Mikołaj (tom 12)
- 2025: Kanibal (tom 13)